# Eversione della sfera

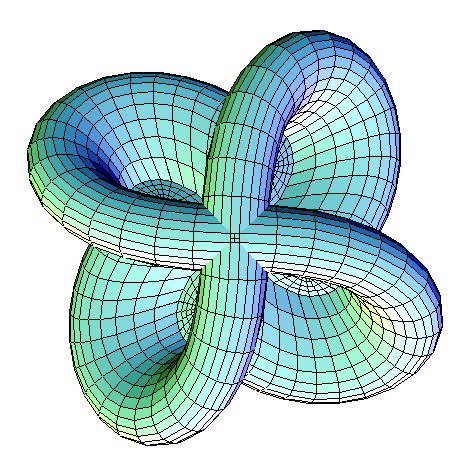
Superficie di Morin vista "dall'alto"

In topologia differenziale, l'eversione della sfera è il processo di trasformare agevolmente una sfera all'interno in uno spazio tridimensionale, senza creare fori o pieghe, ma al più auto-intersezioni. Più precisamente sia
{\displaystyle f\colon S^{2}\to \mathbb {R} ^{3}}
un'immersione canonica; allora esiste un'omotopia di immersione
{\displaystyle f_{t}\colon S^{2}\to \mathbb {R} ^{3}}
tale che {\displaystyle f_{0}=f} e {\displaystyle f_{1}=-f}.